# دائرة تيزي غنيف
دائرة تيزي غنيف إحدى دوائر ولاية تيزي وزو. 
مقرها تيزي غنيف. 
تبلغ مساحتها 76.9075 كم² يقطنها 53671 نسمة (أي بكثافة سكانية تقدر بـ 698 نسمة /كم²). 
وتضم كل من بلديات :
- تيزي غنيف
- مكيرة

## مواضيع ذات صلة
- دوائر ولاية تيزي وزو
- بلديات ولاية تيزي وزو